# Mycalesis adamsoni
Mycalesis adamsoni är en fjärilsart som beskrevs av Watson 1896. Mycalesis adamsoni ingår i släktet Mycalesis och familjen praktfjärilar. Inga underarter finns listade i Catalogue of Life.